# Chimarra indigota
Chimarra indigota är en nattsländeart som beskrevs av Martin E. Mosely 1941. Chimarra indigota ingår i släktet Chimarra och familjen stengömmenattsländor. Inga underarter finns listade i Catalogue of Life.